# Lasse Kjær Møller
Lasse Kjær Møller (* 11. Juni 1996 in Gudme, Dänemark) ist ein dänischer Handballspieler. Der 1,99 m große linke Rückraumspieler spielt für die dänische Nationalmannschaft und seit 2020 für den deutschen Bundesligisten SG Flensburg-Handewitt.

## Karriere

### Verein
Lasse Møller begann mit dem Handballspiel in seiner Heimatstadt Gudme bei GOG. Dort gab er auch 2013 sein Debüt in der dänischen ersten Liga. In der Saison 2017/18 erzielte er 105 Tore in 22 Spielen, 2018/19 120 Tore in 16 Spielen. In der Spielzeit 2019/20 war er mit 150 Treffern in 24 Spielen der Hauptrunde zweitbester Torschütze der Handboldligaen. Mit diesen Empfehlungen nahm ihn der deutsche Bundesligist SG Flensburg-Handewitt ab Sommer 2020 unter Vertrag. In seinem ersten Bundesligaspiel erzielte der Rückraumspieler neun Treffer, verletzte sich aber auch so schwer an der linken Hand, dass er nach einer Operation mehrere Monate lang ausfiel. Bei seinem Comeback im Februar 2021 erzielte er acht Tore gegen die TSV Hannover-Burgdorf. Im März 2021 wurde bei Møller ein Knorpel-Schaden im linken Knie diagnostiziert, der eine Operation nach sich ziehen musste. Wenige Tage später wurde er auch positiv auf COVID-19 getestet. Er bestritt in der gesamten Saison nur fünf Bundesliga- und sechs Champions-League-Spiele. Møller verpasste danach bis auf ein Spiel die ganze Saison 2021/2022 aufgrund seiner Knieverletzung. Erst zur Saisonvorbereitung 2022/2023 war er spielfähig. 2024 und 2025 gewann er mit der SG die EHF European League.

### Nationalmannschaft
Mit der dänischen Junioren-Nationalmannschaft gewann Møller bei der U-21-Handball-Weltmeisterschaft 2017 die Silbermedaille. Bei der 38:39-Finalniederlage nach Verlängerung gegen Spanien warf er elf Tore. Mit 76 Treffern wurde er Most Valuable Player des Turniers und gemeinsam mit dem Tunesier Skander Zaïdi Torschützenkönig.
In der dänischen A-Nationalmannschaft debütierte Lasse Møller am 10. Oktober 2017 gegen Norwegen. Er bestritt für diese bisher 16 Länderspiele, in denen er neun Tore erzielte.
Bei der Weltmeisterschaft 2023 wurde er mit Dänemark Weltmeister, er bestritt im Turnier zwei Spiele, gegen Belgien und Bahrain.

## Privates
Lasse Møllers Bruder Mikkel Kjær Møller spielt ebenfalls Handball.